# Kerry Hyder
Kerry Hyder Jr. (Austin, 2 maggio 1991) è un giocatore di football americano statunitense che milita nel ruolo di defensive end per i San Francisco 49ers della National Football League (NFL).

## Carriera

### New York Jets
Hyder non fu scelto nel Draft NFL 2014 ma firmò in seguito con i New York Jets. Fu svincolato il 30 agosto 2014 e rifirmò con la squadra di allenamento il giorno successivo.

### Detroit Lions
Hyder firmò con i Detroit Lions il 6 gennaio 2015. Non riuscì ad entrare nei 53 uomini per l'inizio della stagione regolare ma firmò con la squadra di allenamento. Fu promosso nel roster attivo il 2 gennaio 2016. Dopo avere fatto registrare 3 sack nell'ultima gara della pre-stagione 2016, Hyder entrò nel roster per l'inizio della stagione ufficiale. Nella prima gara in carriera mise a segno 2 sack sul quarterback degli Indianapolis Colts Andrew Luck nella vittoria per 39-35. Altri 1,5 sack li mise a segno nel turno seguente. Dopo un infortunio alla caviglia del defensive end All-Pro Ezekiel Ansah, Hyder disputò la prima gara come titolare il 25 settembre 2016 contro i Green Bay Packers nella settimana 3, facendo registrare un altro sack. La sua annata si chiuse guidando i Lions sia in sack (8) che in tackle con perdita di yard.
Nella prima gara della pre-stagione 2017, Hyder si ruppe il tendine d'Achille, perdendo l'intera annata. Fu inserito in lista infortunati il 15 agosto 2017.
Il 10 marzo 2018, Hyder firmò con i Lions un nuovo contratto di un anno.

### Dallas Cowboys
Il 18 marzo 2019, Hyder firmò con i Dallas Cowboys, giocando in diversi ruoli della linea difensiva. Nella settimana 7 contro i Philadelphia Eagles recuperò un fumble perso da Carson Wentz nella vittoria per 37-10. Come riserva disputò tutte le 16 partite, totalizzando 19 placcaggi, 19 pressioni sul quarterback e un sack.

### San Francisco 49ers
Il 25 marzo 2020, Hyder firmò un contratto di un anno con i San Francisco 49ers. Nella settimana 12 contro i Los Angeles Rams mise a segno 2 sack su Jared Goff e recuperò un fumble perso da Goff nella vittoria per 23–20. La sua annata si chiuse con un nuovo primato personale di 8,5 sack giocando tutte le 16 partite, di cui 14 come titolare.

### Seattle Seahawks
Il 25 marzo 2021 Hyder firmò un contratto triennale con i Seattle Seahawks. Il 18 marzo 2022 fu svincolato.

### Ritorno ai 49ers
Il 24 marzo 2022 Hyder firmò per fare ritorno ai 49ers. 